# Smack My Bitch Up
Smack My Bitch Up је тринаести сингл британског бенда The Prodigy. Прво издање појавило се у облику 12" винил плоче 17. новембра 1997. године. То је био трећи сингл са албума The Fat of the Land.

## "Smack My Bitch Up" контроверза (САД)
Prodigy је имао доста простора на рок станицама које су пуштале њихову песму Smack My Bitch Up, чиме је она добијала све већи негативни публицитет. Time-Warner, њихов амерички партнер, осетио је шта се кува у Националној организацији жена (NOW) у вези са овом песмом. Иако су речи песме само понављање реченице "Change my pitch up, smack my bitch up" (Буквалан превод могао би да буде нешто попут "Појачај моју снагу, развали моју кучку"), NOW је тврдила да су речи песме "...опасна и увредљива порука која охрабрује насиље према женама". Хаулет је одговорио на нападе тврдећи да су речи песме погрешно схваћене и да песма значи "радити нешто жестоко, као када си на сцени — када добијаш екстремно моћну енергију". Бенд није написао речи песме, већ је узео семпл из класика групе Ultramagnetic MCs' — Give The Drummer Some која се такође појављује и на албуму Dirtchamber Sessions, а већ раније су узели семпл из њихове песме Critical Beatdown за сингл Out of Space. Пар радио станица бранило је песму, али су је ипак пуштале само ноћу. Видео спот, који је режирао Јонас Акерлунд (Jonas Åkerlund) представљао је поглед из првог лица некога ко иде у клабинг, конзумира огромну количину дроге и алкохола, упушта се у туче, вређа жене и на крају покупи проститутку. Крај спота представља изненађење, када камера пада на огледало, откривајући ко је у ствари та особа. MTV је пуштао спот само између 1 и 5 ујутру, како би старији гледаоци имали прилику да виде "вруће" снимке. Режисер је рекао да је добио инспирацију за спот након ноћи проведене у пићу и забавама у Копенхагену.
Ланци америчких супермаркета Wal-mart и Kmart су касније објавили како ће повући The Fat of the Land са својих штандова. Иако се плоча налазила на њиховим полицама више од 20 недеља, обе продавнице тврдиле су да је маркетиншка кампања за нови сингл увредљива.
Средином 2002. године, целовита, нецензурисана верзија овог музичког спота пуштена је на MTV2 као део специјалне емисије која је представљала топ-листу најконтроверзнијих спотова икада пуштених на MTV-ју. Емисија је приказивана касно ноћу. Smack My Bitch Up је добио епитет "Најконтроверзнији видео" и заузео #1 на топ-листи.

## Списак песама

### XL recordings

#### 12" винил плоча
1. Smack My Bitch Up (LP version) (5:42)
2. No Man Army (Featuring Tom Morello) (4:44)
3. Smack My Bitch Up (DJ Hype remix) (7:17)
4. Mindfields (Headrock dub) (4:34)

#### CD сингл
1. Smack My Bitch Up (Edit) (4:45)
2. No Man Army (Featuring Tom Morello) (4:44)
3. Mindfields (Headrock Dub) (4:34)
4. Smack My Bitch Up (DJ Hype Remix) (7:17)

### Maverick records

#### 12" винил плоча "Black sleeve"
A1. Smack My Bitch Up (Album Version) (05:43)
A2. Mindfields (Headrock Dub) (04:35)
B1. Smack My Bitch Up (Dj Hype Remix) (07:17)

#### 12" винил плоча
A1. Smack My Bitch Up (LP Version) (05:42)
A2. No Man Army (Featuring Tom Morello) (04:44)
B1. Mindfields (Headrock Dub) (04:34)
B2. Smack My Bitch Up (Dj Hype Remix) (07:17)

#### Дигипек
1. Smack My Bitch Up (Edit) (04:45)
2. No Man Army (Featuring Tom Morello) (04:44)
3. Mindfields (Headrock Dub) (04:34)
4. Smack My Bitch Up (Dj Hype Remix (07:17)

Дигипек је издат у кооперацији са Sire records-ом.

## Тривија
Првобитно је на омоту диска требало да буде слика Фолксваген "бубе" смрскане око знака на путу, али је због смрти принцезе Ди промењена. На слици је брејкденсер "Joel Botschinsky De Andrade" на британском брејкденс шампионату 1996. године.